# San Fruttuoso (quartier de Monza)

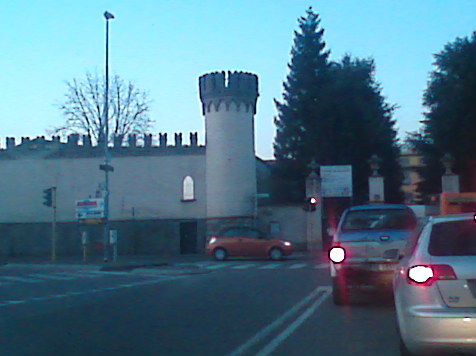
Monza : la Villa Torneamento, dans le quartier de San Fruttuoso

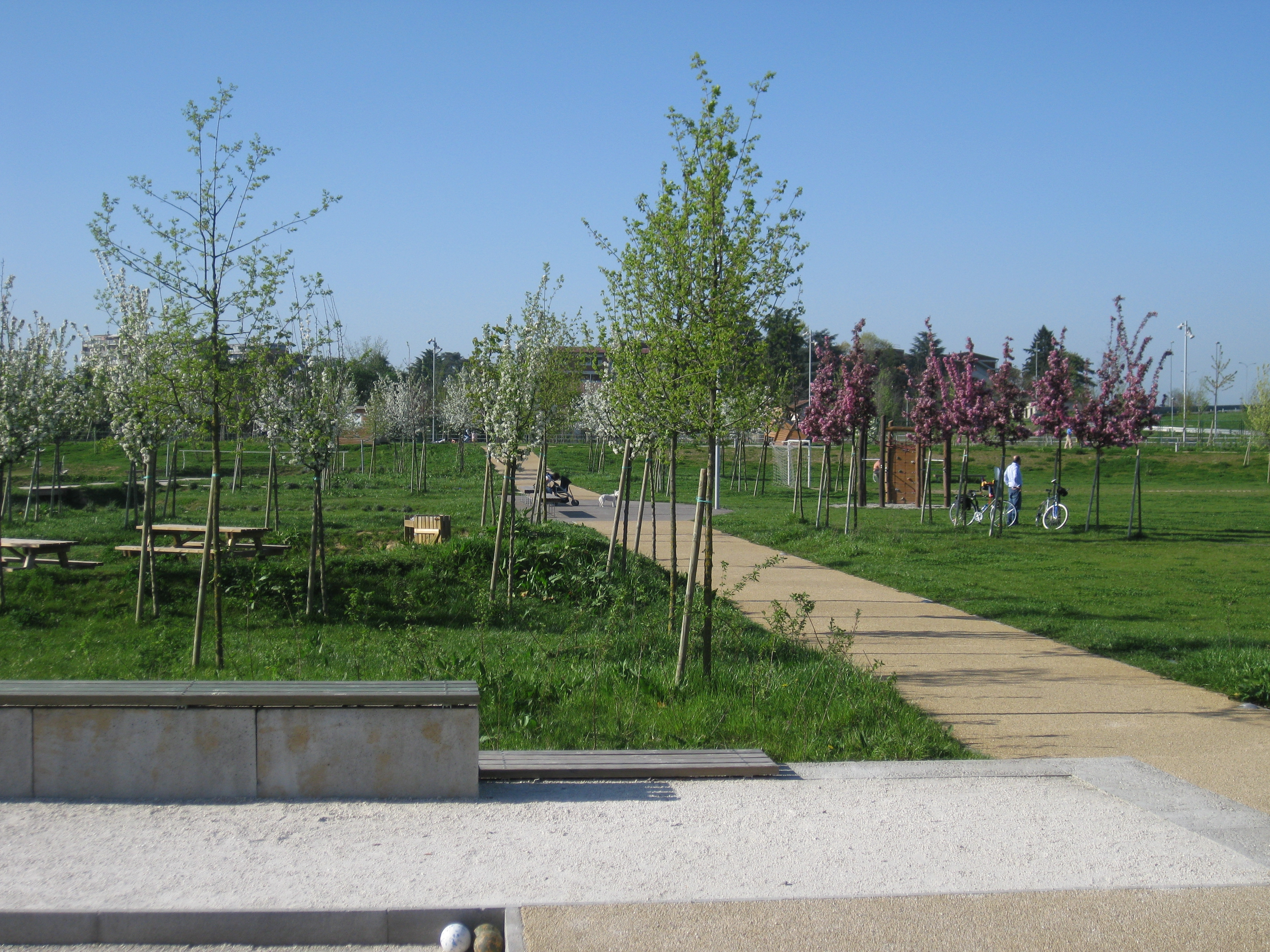
Le Parc Villoresi

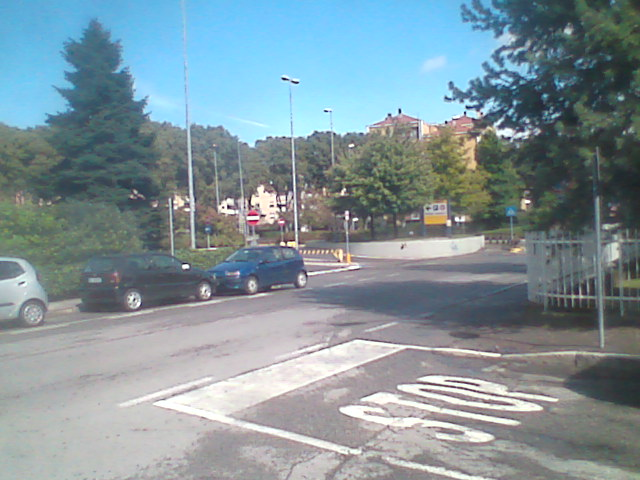
La Rue Garigliano

San Fruttuoso est un quartier de Monza, une ville italienne de la région Lombardie, proche de Milan. 
San Fruttuoso est bordé à l'est par les quartiers de San Giuseppe et Triante, au sud par la municipalité de Cinisello Balsamo et à l'ouest par la ville de Muggiò. 
Administrativement, le quartier fait partie avec des quartiers Triante, San Giuseppe et San Carlo de la 4e circoscrizione (arrondissement) de la ville de Monza.

## Démographie
San Fruttuoso comporte 33 863 habitants qui représentant 27,88 % de la population totale de Monza. L'âge moyen de sa population est de 44 ans, dont 22,51 % sont des personnes âgées de plus de 65 ans. 
La 4e circoscrizione est la plus peuplée de Monza, et sa densité de population n'est dépassée que par la zone centrale de la ville. Les étrangers sont au nombre de 1818, soit 5,35 % de la population.

## Histoire
À partir de la période romaine et jusqu'à 1936, dans les documents relatifs à la région de San Fruttuoso, ce territoire est toujours associé à l'agriculture, comme on le comprend à la lecture de ses noms de famille: Bovaro, Boè, Bovati, Cavroto, Bovara, Caprotti. La première mention d'une installation sur ce territoire remonte au IIIe siècle, quand dans une description de la route qui relie Côme à Milan il est question de castra bovarum, c'est-à-dire d'un camp pour l'approvisionnement alimentaire des troupes militaires romaines, à proximité de l'habitation (mansione) appelée ad Negotia, l'actuelle Cascina Negozia.
Bonincontro Morigia, dans son Chronicon modoetiense (XIVe siècle), raconte en détail la vie de Saint Gerardo dei Tintori, mort le 6 juin 1207, et décrit aussi un miracle qui a comme protagoniste une femme de San Fruttuoso: 
« Cette femme, mariée, nommée Onorina delle Cascine Bovati, avait perdu la vue avec l'âge, mais en insistant auprès de ses parents, elle avait pu être accompagnée dans l'église qui, dès l'année de la mort du saint, avait été érigée pour en recevoir la dépouille et le vénérer. Conduite devant la tombe, après avoir embrassé le manteau, la femme se remit à voir. Le miracle est attesté par un prêtre chapelain de l'église de S. Giovanni, confesseur de la femme. »
San Fruttuoso apparaît dans les documents officiels dans le recensement de la population de Monza en 1537. Ce relevé statistique fut commandé par la famille De Leyva, qui gouvernait la ville depuis 1529 avec une dureté impitoyable envers toutes les classes sociales. Dans ce cas, le recensement avait seulement pour but d'appliquer la taxe de focatico. La taxe de focatico était un impôt direct qui, du Moyen Âge à la fin du XVIIe siècle, pesait sur chaque famille, ou foyer (fuoco). Habituellement, elle ne variait ni selon le nombre de personnes de la famille, ni selon le revenu. Elle pouvait être remplacée par la quantité de sel que chaque famille devait acquitter pour la gabelle. 
L'impôt indirect (gabelle) sur le sel était établi et modifié à volonté par les De Leyva, qui établirent leur propre monopole commercial du sel en fixant le prix taxé et en imposant l'obligation d'achat à tous leurs sujets. 
Lors du recensement de 1537, dans la Cassina Cavroto et Boè 32 foyers sont signalés, tandis que dans la Cassina Torneamento de la Via della Taccona, il n'y en a que 4. 
Quatre ans plus tard, le recensement de 1541 montre une croissance de la population, et les foyers des cascine Bovati et Caprotti sont au nombre de 50, avec une population de 169 adultes et 53 enfants de moins de 7 ans, avec une moyenne de 4,4 personnes par famille. 
Comme pour l'ensemble du territoire autour de Milan, les vicissitudes de la guerre entre les Visconti et les Sforza, et plus généralement entre l'Espagne et la France, affectèrent l'évolution de la population. Dans le même sens, il faut prendre en compte les conséquences terribles des pestes en général, et en particulier de celles de 1529 et de 1576. 
En 1530, dans les exploitations les terres arables couvraient 53 %, le vignoble 37 %, les bois 10 %. La même année, les terres agricoles de Monza étaient possédées par 89 propriétaires, mais 30 % de la terre n'étaient qu'à 6 propriétaires, parmi lesquels l'Église qui pouvait s'enorgueillir de la propriété de 20,4 % du territoire de la ville. En particulier, le monastère de Saint Ambroise de Milan possédait 3000 perches de terrain, la plupart à San Fruttuoso.
C'est précisément l'influence de l'église milanaise sur le quartier qui aboutit à la naissance de la première paroisse de Monza autonome par rapport à la cathédrale (Duomo). San Fruttuoso est effectivement érigé en paroisse le 15 juin 1578 par Charles Borromée, cardinal archevêque de Milan. La paroisse fut détachée de celle de Saint Jean-Baptiste (S. Giovanni Battista) du Duomo de Monza et fut dédiée à Saint Roch (S. Rocco). Ceci est prouvé par l'inscription conservée sur la paroi latérale à l'intérieur de l'église paroissiale actuelle. 
En faisaient partie le cléricat (Clericato) S. Lorenzo. la chapelle SS. Pietro e Paolo et les cascine voisines, soit les Cascine Bovati (dites cascine supérieures) et Caprotti (dites cascine inférieures), les cascine Torneamento, Cernuschio (près de S. Martino), Casignolo, Alipranda (à l'époque Castelletto), S. Rocco, Baragiola, dei Trezzi (dite il Colombirolo), S. Lorenzo, S. Alessandro et della Bettola, et enfin la cascina Novella. 
Cette dernière fut achetée en 1570 par le noble Rocco Fondra, et l'un de ses descendants, le prêtre don Giovanni Battista, la légua en 1734 (avec 259 perches milanaises de terrain) à l'église paroissiale, à qui elle resta jusqu'aux lois de liquidation des biens de l'église (eversione dell'asse ecclesiastico) de 1867. Certaines des cascine, comme S. Rocco, Casignolo, S. Alessandro, la Bettola, ayant vu augmenter leur population, furent détachées de la paroisse vers 1600. 
En 1648, la ville de Monza est cédée aux banquiers Durini, qui la gardent en leur possession jusqu'à l'abolition du féodalisme par Napoléon en 1797.
Le 3 août 1778, le cardinal Angelo Maria Durini - mort en 1796 - fit don des saintes reliques de San Fruttuoso à l'église paroissiale. Durini, qui à son tour les avait reçues en don du pape Clément XIV (1769-1774), fournit la plus grande partie du paiement de l'urne du saint que l'on peut voir encore aujourd'hui. L'urne ayant été préparée en l'espace d'une année, les cérémonies de la première translation des reliques eurent lieu à la mi-août 1779. Le reliquaire de cristal de roche que l'on peut admirer dans l'urne contient le sang du martyr San Fruttuoso. 
Au cours de la première translation des reliques de San Fruttuoso, le cardinal Durini fut hébergé dans la villa des nobles Calchi. La villa est l'actuelle maison Varisco et la Curt Lunga en était la dépendance agricole, respectivement aux n° 8 et 6 Via San Fruttuoso.
La propriété des Calchi s'étendait au nord et à l'ouest des Cascine Bovati, au sud des Cascine Caprotti et à l'est de la propriété du monastère San Marco de Milan.
Au recensement de 1911, les Cascine Bovati comptaient 2319 habitants.
En 1933, les Cascine Bovati changent de nom et prennent le nom actuel San Fruttuoso.

## Photos

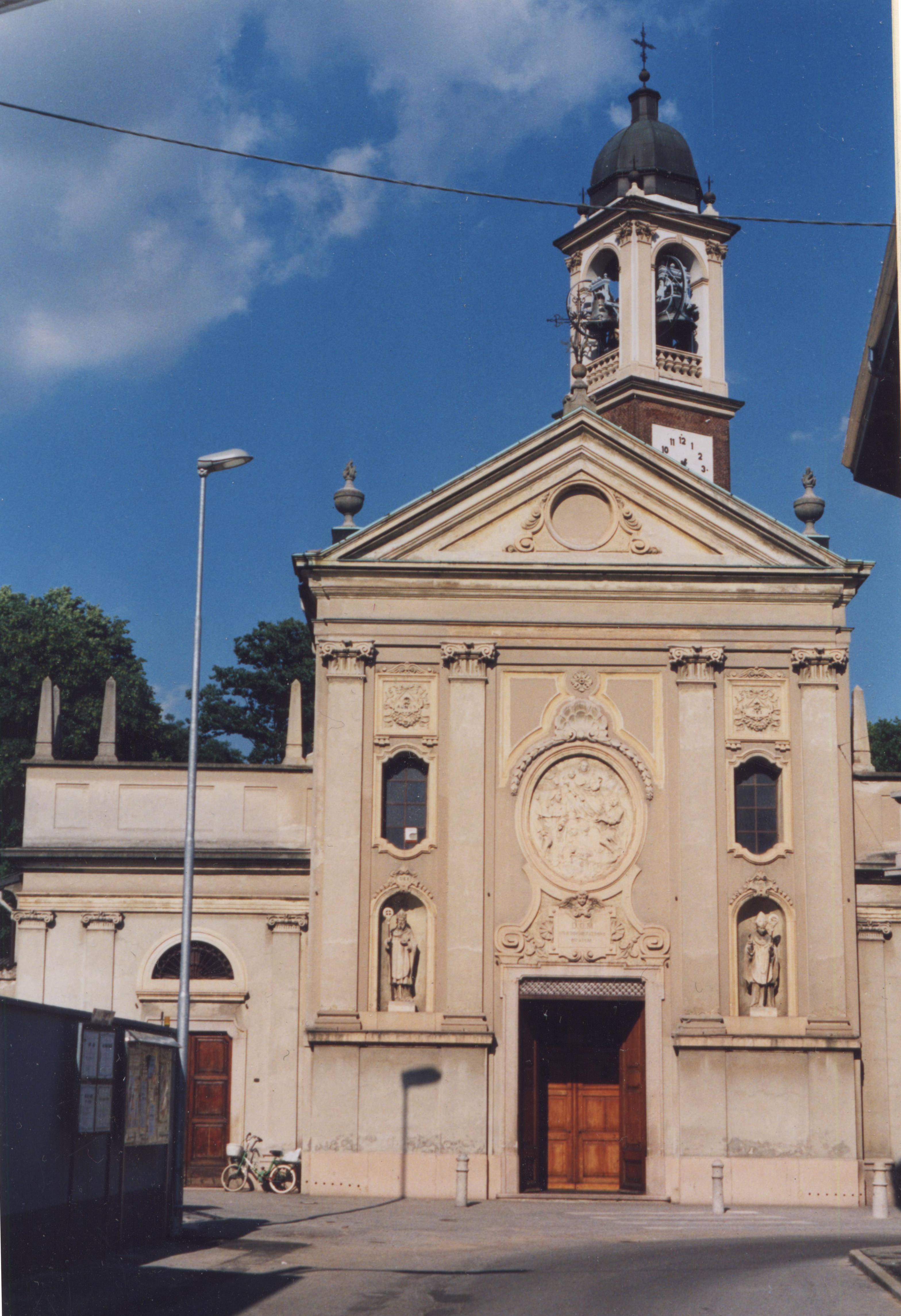
Église de San Fruttuoso
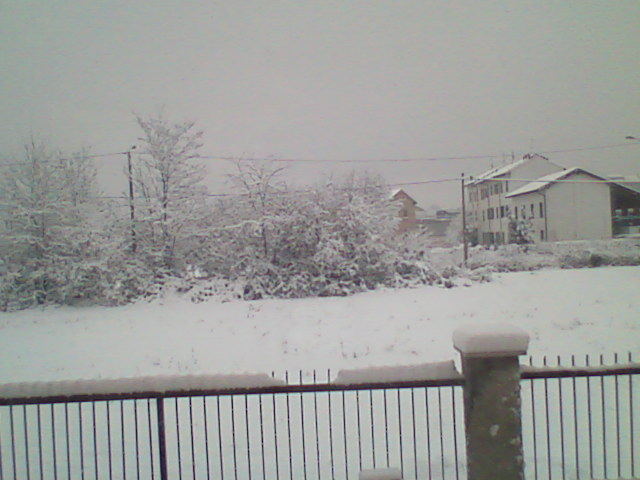
Paysage enneigé près de la SS36, Via Monviso dans le quartier San Fruttuoso
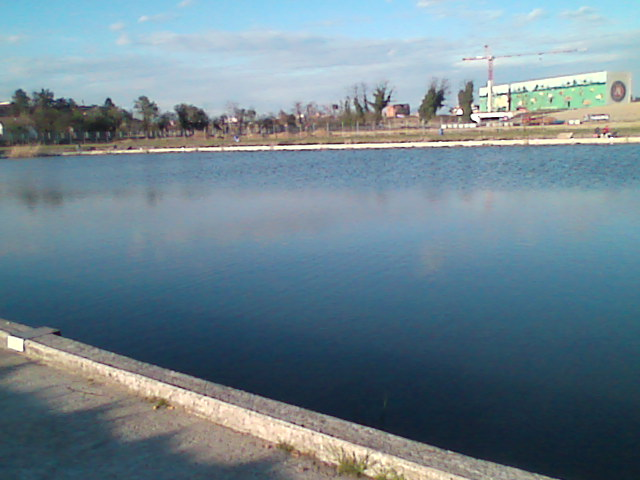
Le lac artificiel de la Via Boscherona
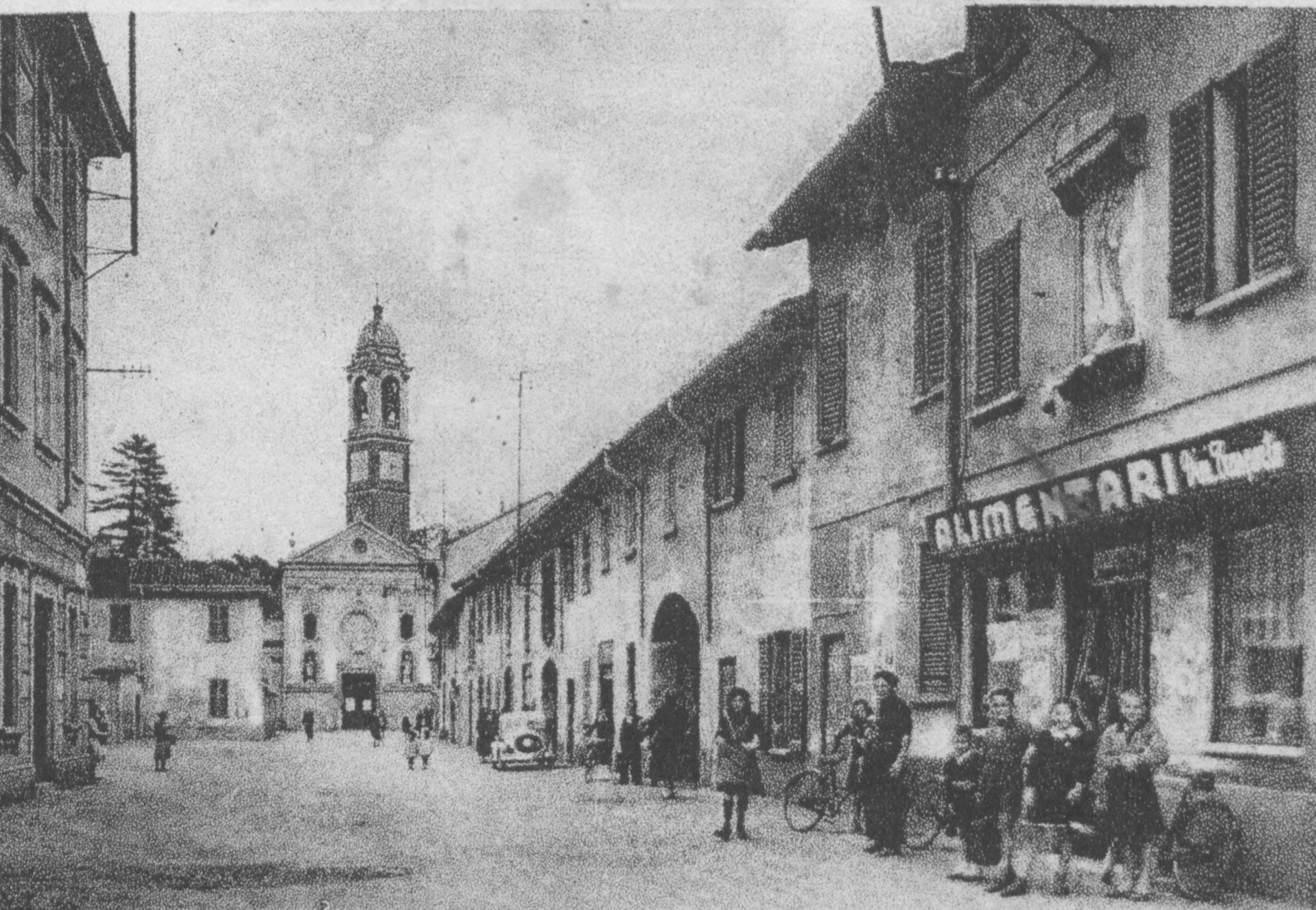
Via San Fruttuoso en 1950
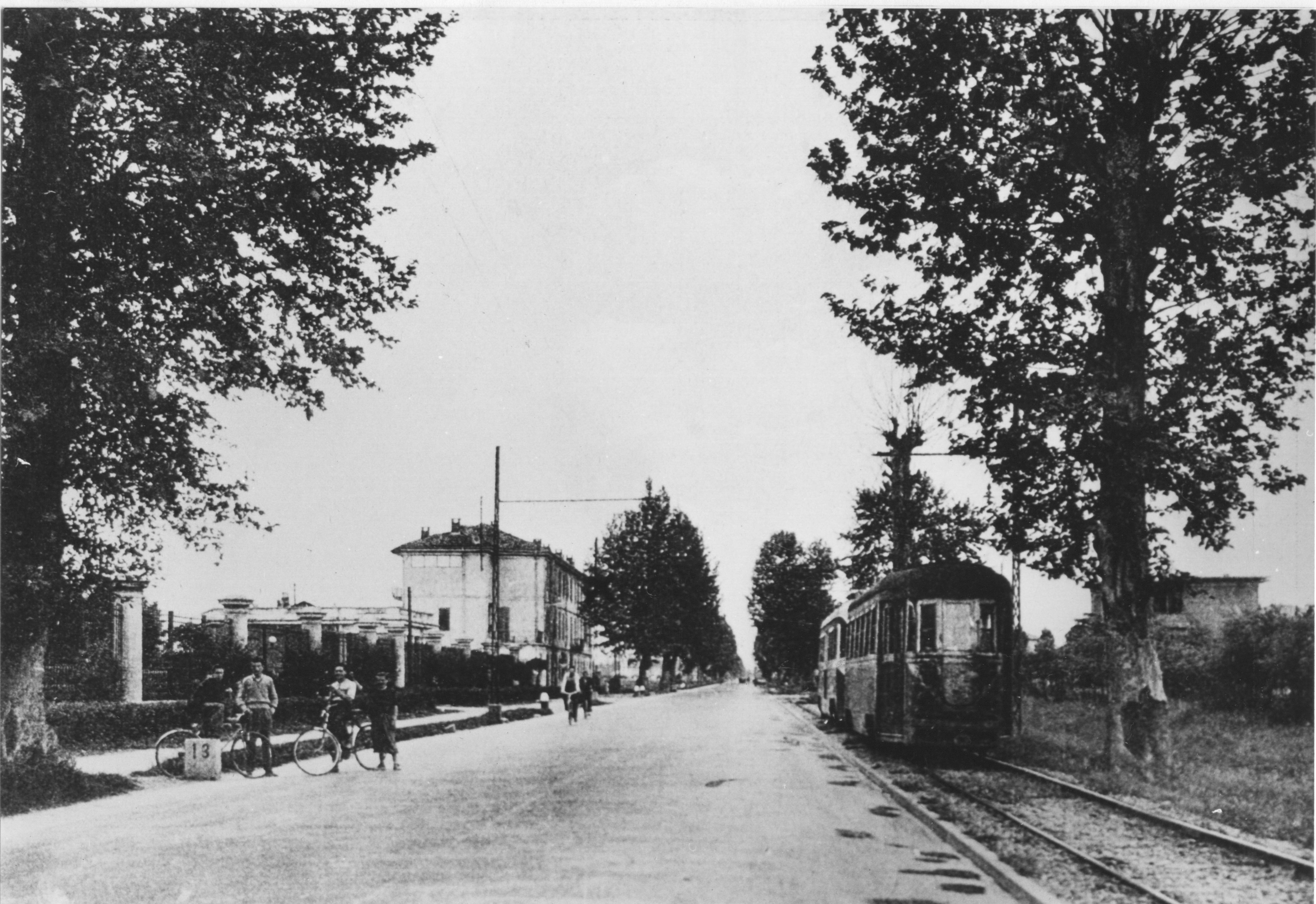
Viale Lombardia en 1940
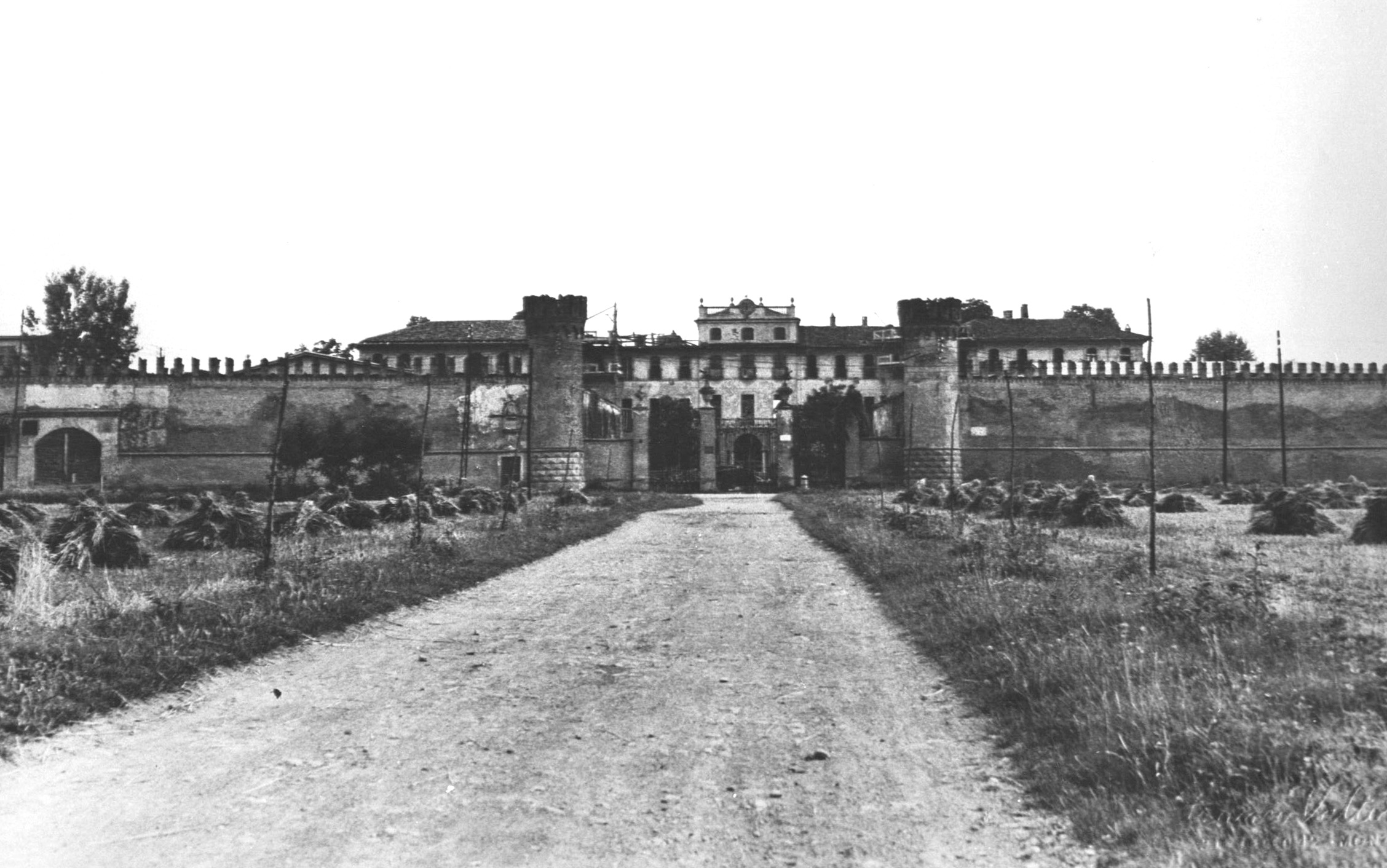
Castello Torneamento en 1937
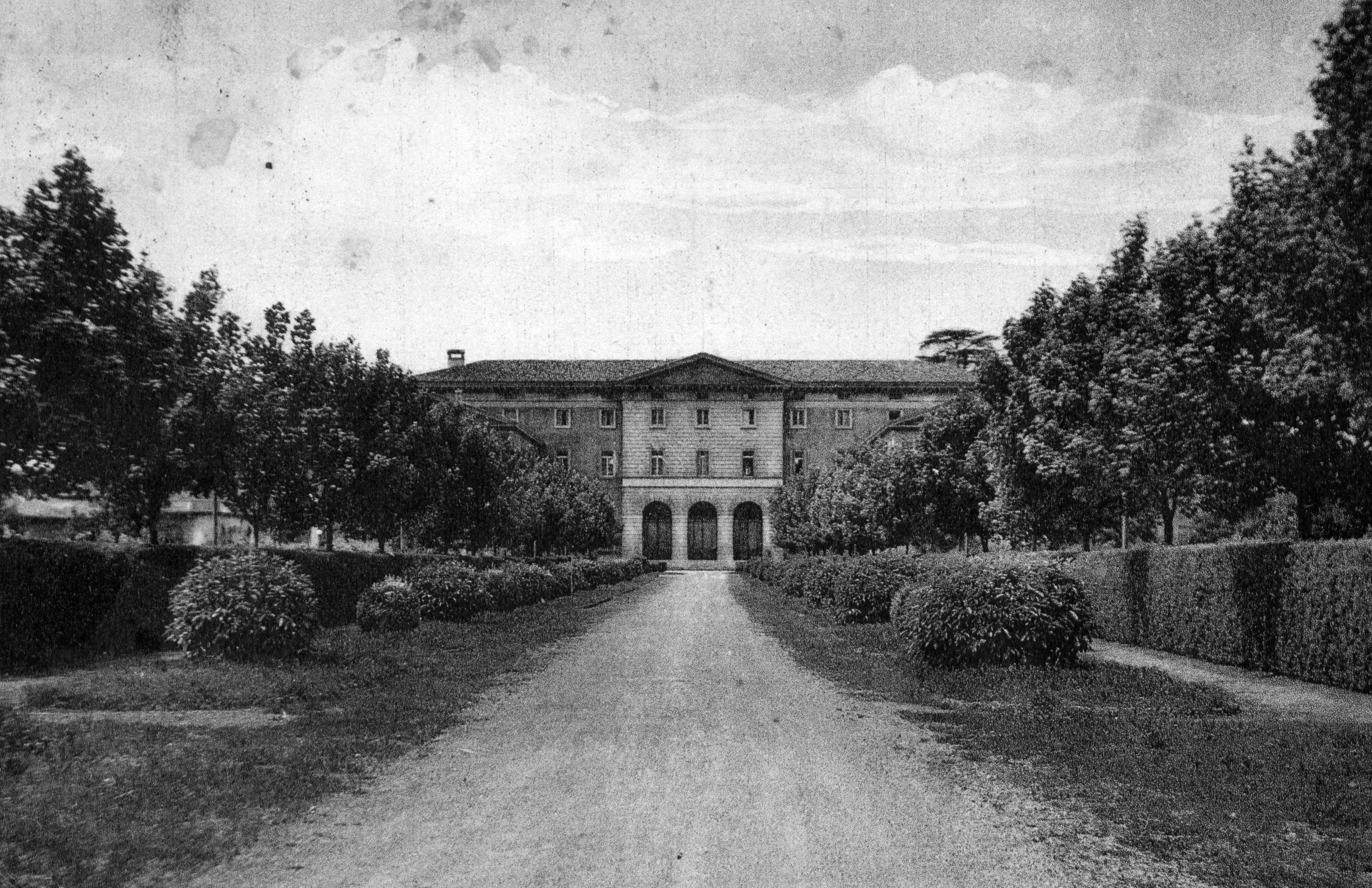
Collegio della Guastalla en 1956
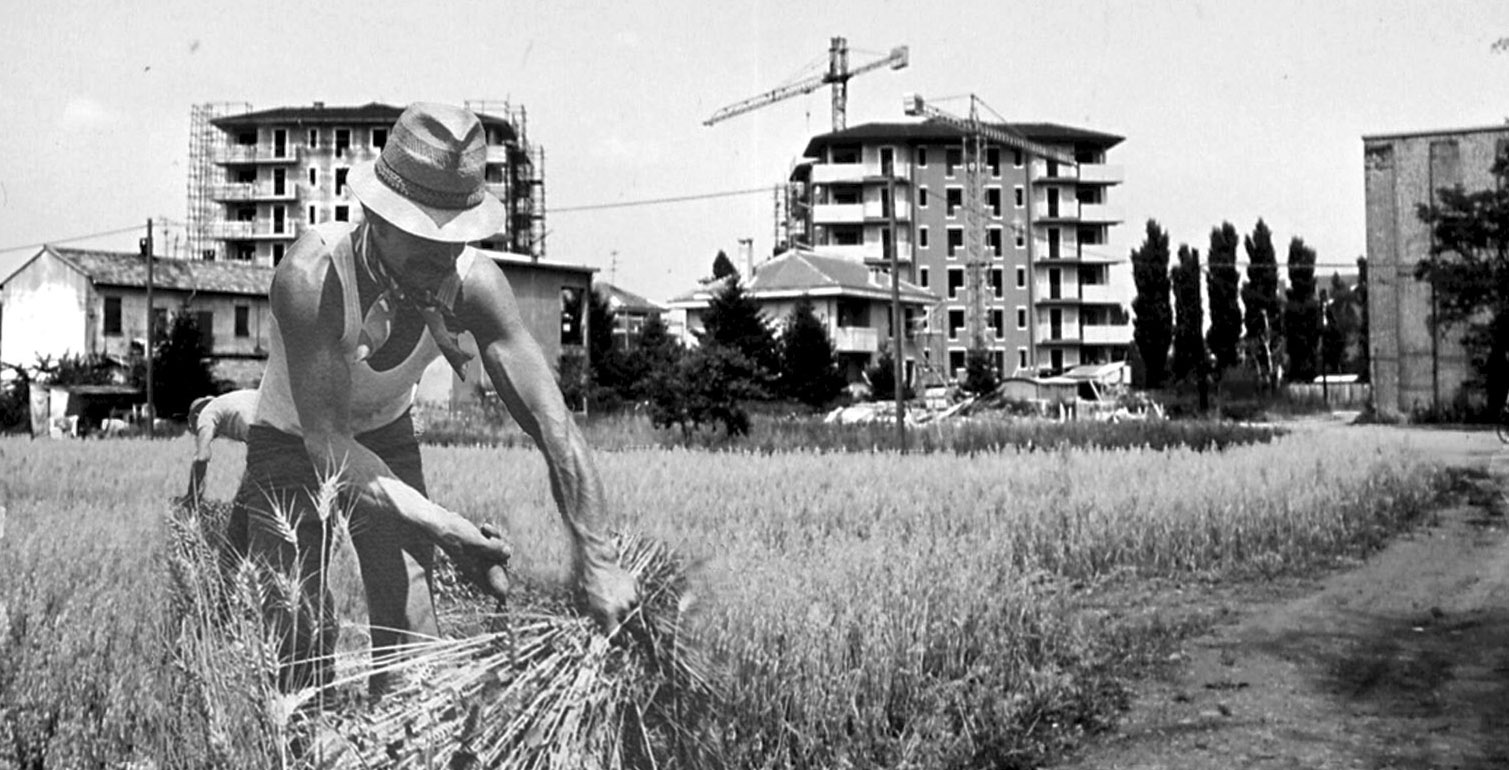
Récolte en 1960
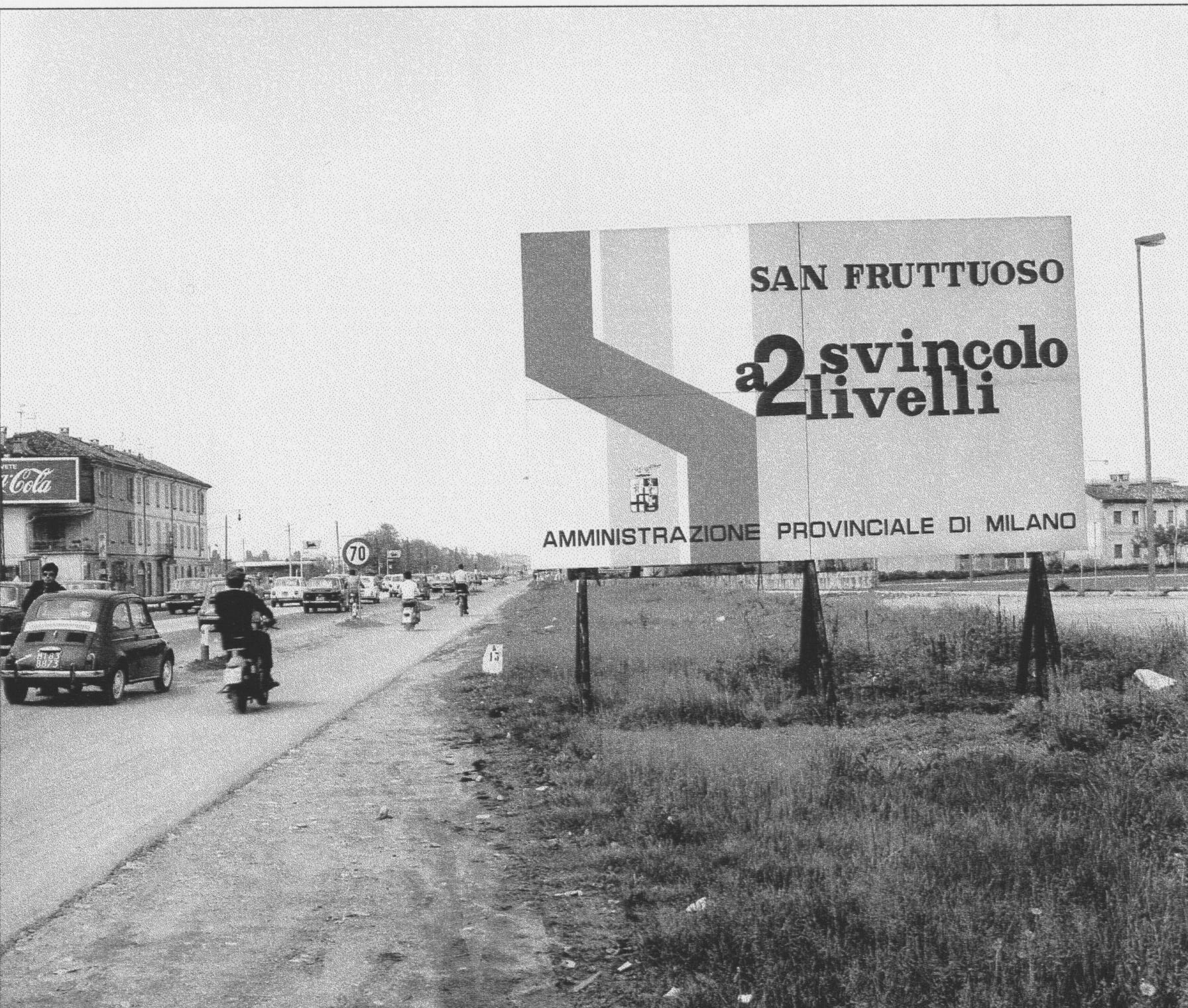
Viale Lombardia en 1972
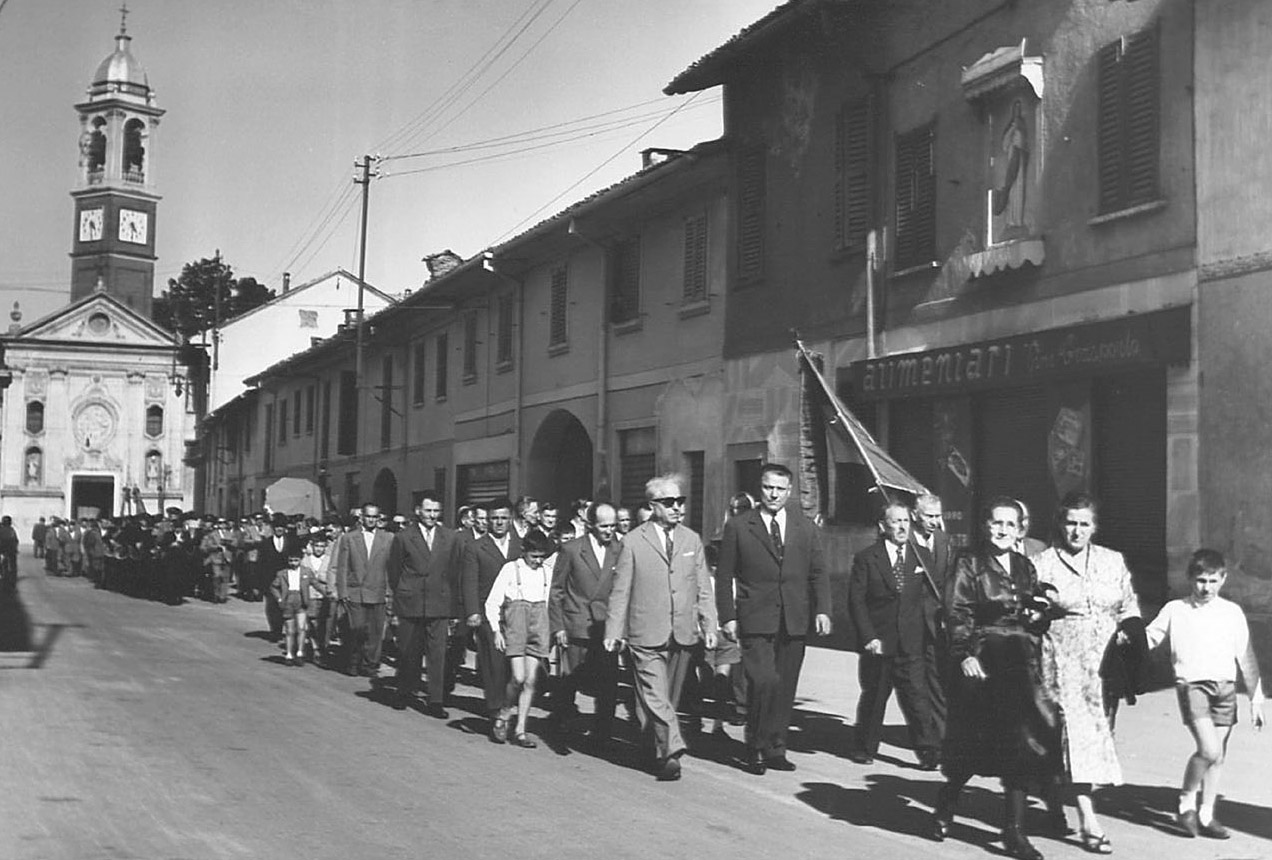
Inauguration du club catholique en 1956
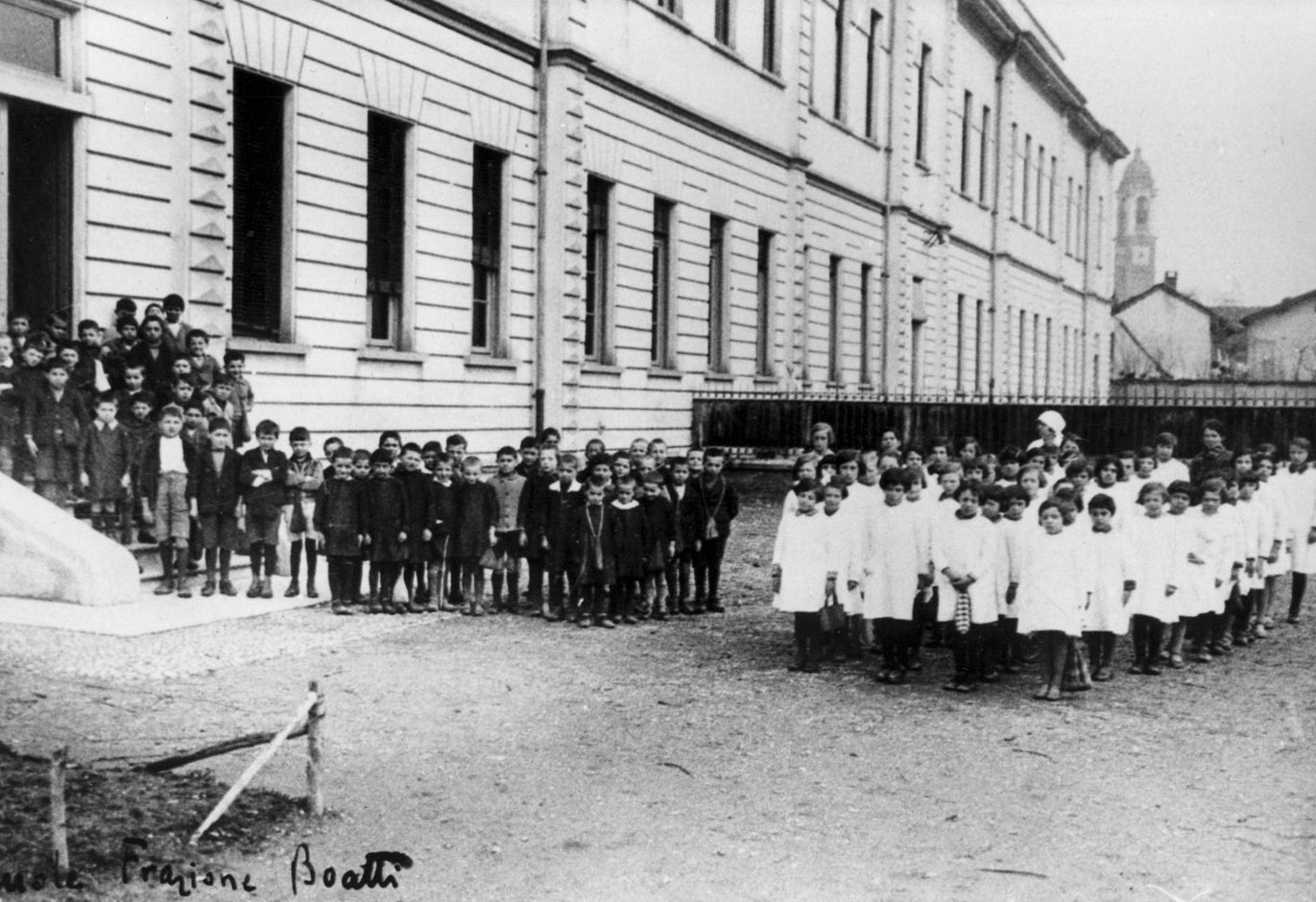
Inauguration de l'année scolaire 1905
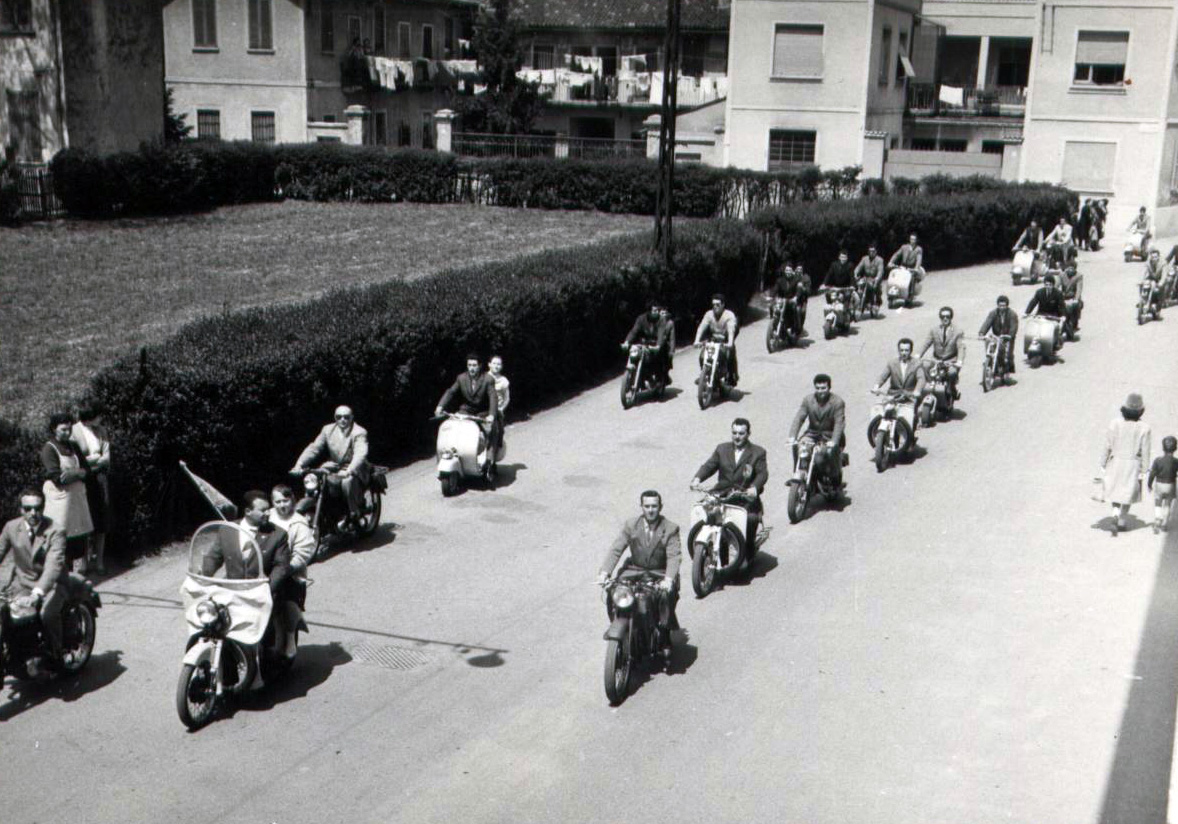
Parade en 1959
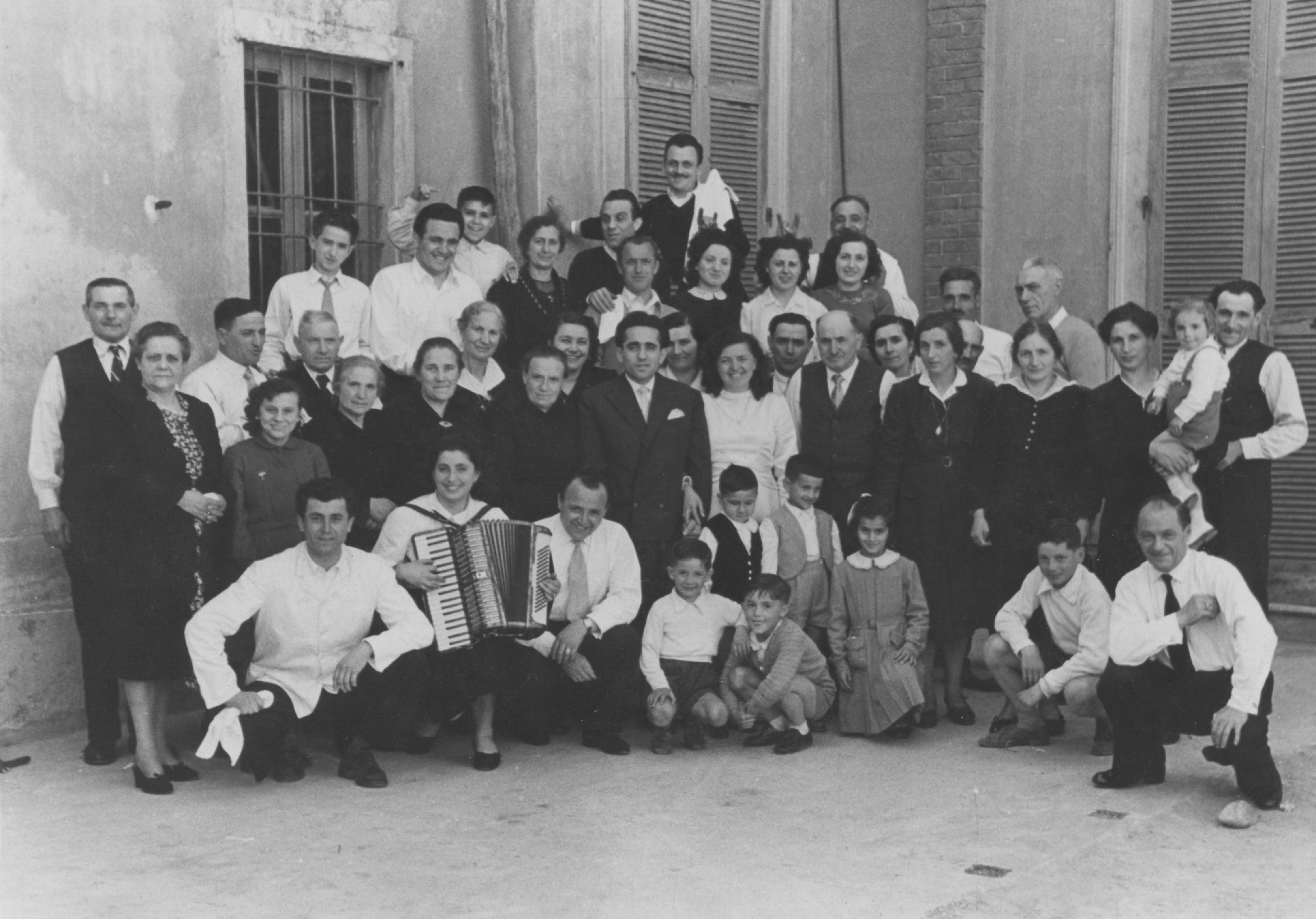
Mariage en 1951